# BED-1
BED-1 — нафтове родовище на заході Єгипту.
Наприкінці 1960-х років у Західній пустелі в басейні Абу-Ель-Гарадік виявили значне нафтогазоконденсатне родовище Абу-Ель-Гарадік. Услід за цим в середині 1970-х ряд компаній провели в цьому районі розвідувальні кампанії, проте їх результати не задовольнили інвесторів, оскільки передусім свідчили про наявність в басейні ресурсів газу. Нарешті, у 1981 році нафтогазовий гігант Shell виявив за допомогою свердловини BED 1-1 родовище Badr El Din-1 (BED-1). Поклади нафти виявились пов'язаними із крейдовим періодом — формаціями Абу-Роаш (горизонти C та D, які відносяться до туронського ярусу, а також G, що належить до сеноманського ярусу), Бахарія (сеноман) та Харіта (сеномансько-альбська), причому основні запаси знаходились у останній. Поклади знаходяться на глибині від 2,9 км до 3,6 км.
Видобуток нафти на BED-1 почався у 1983-му, а наступного року сталась перша поставка асоційованого газу. Первісно було можливо використовувати інфраструктуру родовища Абу-Ель-Гарадік, розташованого лише за десяток кілометрів на південь. Втім, в подальшому проклали власний нафтопровід до розташованого на узбережжі Середземного моря терміналу Ель-Хамра. Що стосується газу, він з 1990 року спрямовується на установку вилучення конденсату, яка належить General Petroleum Company та знаходиться за три десятки кілометрів на південний схід від BED-1.
Станом на початок 2010-х років з покладів у Харіті, Бахарії та Абу-Роаш C та D видобули 83 млн барелів нафти, при цьому 91 % припав на Харіту. За результатами 2020/2021 фінансового року на BED-1 видобули 1,5 млн барелів нафтового еквівалента, при цьому залишкові запаси оцінювались у 17 млн барелів нафтового еквівалента.
За усталеним в Єгипті порядком, розробка відкритих за участі іноземних інвесторів родовищ провадиться через спеціально створені компанії-оператори, при цьому для родовища BED-1 такою компанією виступала Badr Eldin Petroleum Company (BAPETCO). У 2012 році термін концесійної угоди щодо BED-1 добіг завершення і родовище передали у повне відання єгипетської сторони, яка діє через Badr Petroleum Company. З 2014 року загальне управління активом здійснює Western Desert Petroleum Company (WEPCO).